# Bonellia flammea
Bonellia flammea là một loài thực vật có hoa trong họ Anh thảo. Loài này được (Millsp. ex Mez) B.Ståhl & Källersjö mô tả khoa học đầu tiên năm 2004.